# Катерина Браганса
Катерина Браганса (порт. Catarina de Bragança; 25 листопада 1638 - 31 грудня 1705) — королева Англії, Шотландії та Ірландії з 1662 по 1685 рік, дружина короля Карла II. Донька короля Жуана IV, який став першим королем Португалії з дому Браганса в 1640 році після повалення правління іспанських Габсбургів над Португалією. Катерина була регентом Португалії під час відсутності брата у 1701 р. та протягом 1704-1705 рр. після повернення на батьківщину.
Вона не змогла народити королю Англії спадкоємця, переживши три викидні. Її чоловік тримав багато коханок, з яких найбільше відома Варвара Палмер, яку Катерина змушена була прийняти як одну зі своїх дам. Від своїх коханок Карл мав численних позашлюбних нащадків, яких він офіційно визнав.
Катерині приписують введення в Англії культури чаювання, яке тоді було широко поширене серед португальської знаті.

## Раннє життя та родина

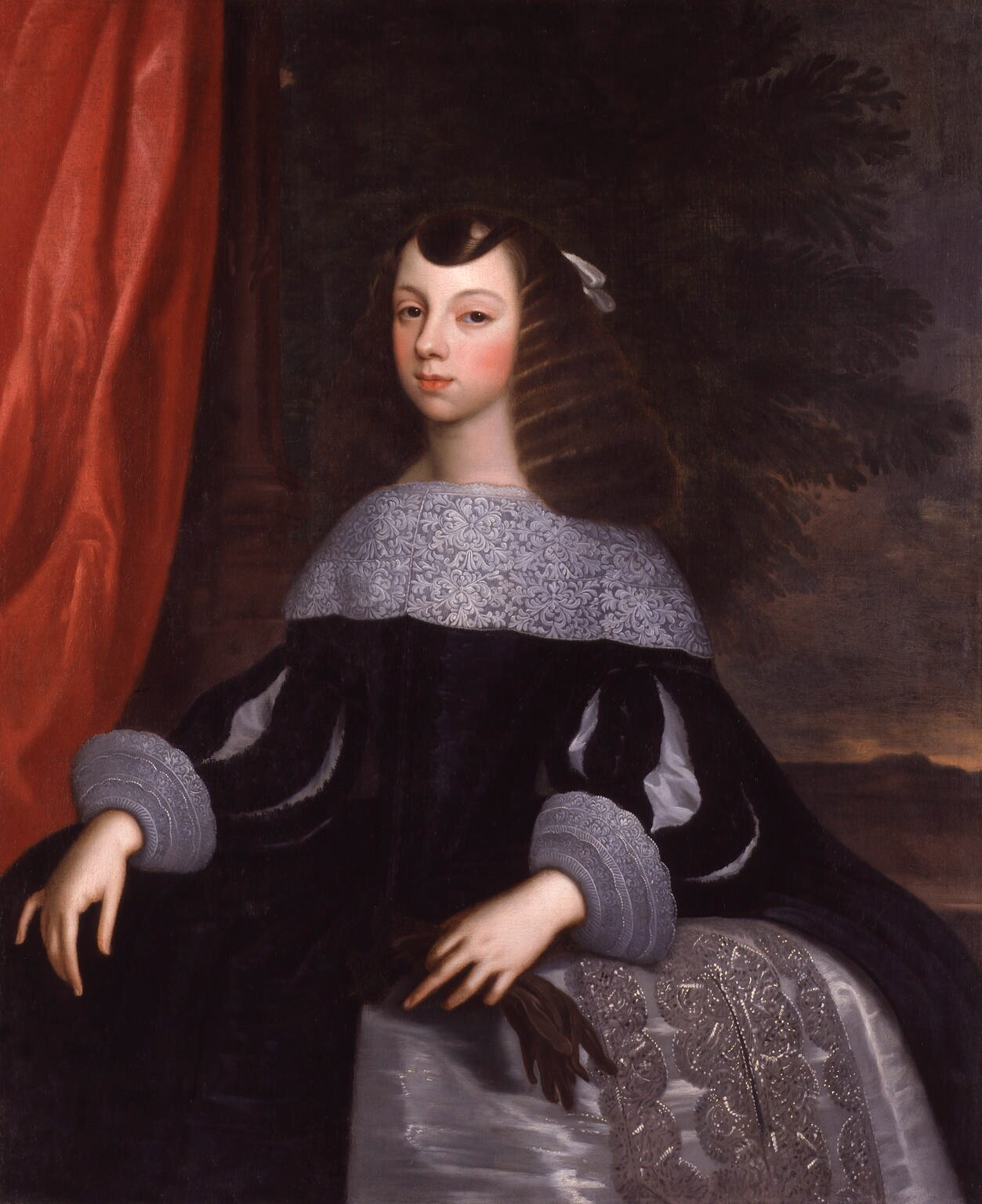
Інфанта Катерина Португальська Дірк Стоп, 1660–1661

Катерина народилася в герцогському палаці Віла Вісоша, як друга дочка Жуана, 8-го герцога Браганса та його дружини Луїзи де Гусман. Після війни за реставрацію в Португалії 1 грудня 1640 р. її батько був визнаний королем Португалії Жуаном IV. З новим становищем свого батька як одного з найважливіших монархів Європи Катерина стала об'єктом женихання для європейських королів, і її пропонували Хуану Хосе Австрійському, Франсуа де Бурбон-Вандому, Людовику XIV та Карлу II. Кандидатура останнього розглядалась через те, що після укладання мирного Піренейського договору 1659 р. між Іспанією і Францією, такий шлюб слугував гарантією створення союзу між Португалією та Англією. Попри постійну боротьбу країни з Іспанією, Катерина мала щасливе дитинство у Лісабоні.

## Шлюб

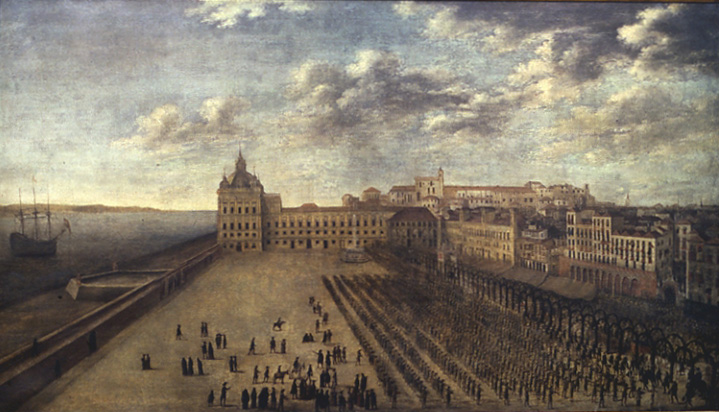
Катерина Браганца вирушає з Лісабону з Палацової площі 23 квітня 1662 року

Переговори про шлюб розпочалися ще під час правління короля Карла I, а 23 червня 1661 року, попри протидію Іспанії, шлюбний договір було підписано. Англія отримала в придане Танжер (у Північній Африці) та Сім островів Бомбея (в Індії), торгові привілеї в Бразилії та Ост-Індії, релігійну та комерційну свободу в Португалії та два мільйони португальських крон (близько 300 000 фунтів стерлінгів). Натомість Португалія отримала британську військову та військово-морську підтримку, що виявилося вирішальним у її боротьбі проти Іспанії.
Катерина прибула до Портсмуту 13–14 травня 1662 р. але Карл не відвідував її до 20 травня. Наступного дня подружжя одружилося в Портсмуті на двох церемоніях - спочатку католицькій, що проводилася в таємниці, після чого відбулась державна англіканська служба.
30 вересня 1662 року подружня пара в'їхала до Лондона у складі великої процесії, в яку входили португальська делегація та багато придворних. Її супроводжували менестрелі і музиканти, що грали на шоломіях і португальських волинках, оскільки ті були улюбленими інструментами нової королеви. Процесія тривала по великому мосту, що був спеціально спроєктований та побудований на цей випадок, який вів у палац, де їх чекала Генрієтта Марія, королева-мати, разом з дворянами. Після цього відбувались бенкети та феєрверки. На момент одруження їй було двадцять три роки.
Катерина вагітніла і мала викидні як мінімум три рази. Під час важкої хвороби в 1663 році вона марила, що вона народила. Карл потішив її, сказавши їй, що вона справді народила двох синів і дочку. Королівські радники закликали монарха розлучитися, сподіваючись, що нова дружина буде протестантською і плодючою - але Карл відмовився. Це в кінцевому підсумку призвело до того, що проти неї зговорилися придворні. Протягом свого правління Карл твердо відкидав ідею розлучитися з Катериною, і вона залишалася вірною Карлу протягом усього їхнього шлюбу.
Катерина не була особливо популярна серед англійців, бо вона була римо-католичкою. Також вона мала труднощі через мовний бар'єр. Попри те, що її труднощі з англійською мовою зберігалися, з плином часу несприйняття португальської Інфанти зменшилося. Вона любила грати в карти і шокувала побожних протестантів, граючи по неділях. Насолоджувалася танцями і з великим задоволенням організовувала маскаради. Мала любов до пікніків, риболовлі та стрільби з лука. У 1670 р., у поїздці до Одлі Енду зі своїми дамами, Катерина відвідала сільський ярмарок, переодягнена у селянку. Але її виявили через незвичний одяг та вимову, і великий натовп людей змусив їх поспішно тікати. В 1664 році її улюблений живописець Джейкоб Гуйсманс, фламандський католик, намалював її як святу Катерину.
Катерина зомліла, коли Карл представив їй свою офіційну коханку Барбару Палмер. Карл наполіг на тому, що зробить Леді Палмер дамою в опочивальні Катерини. Після цього випадку Катерина припинила проводити час з королем, заявляючи, що вона краще повернеться в Португалію. На це Карл звільнив майже всіх придворних Катерини, після чого вона перестала чинити опір, однак надалі вона брала дуже мало участі в придворному житті і діяльності.

## Пізніше життя і смерть

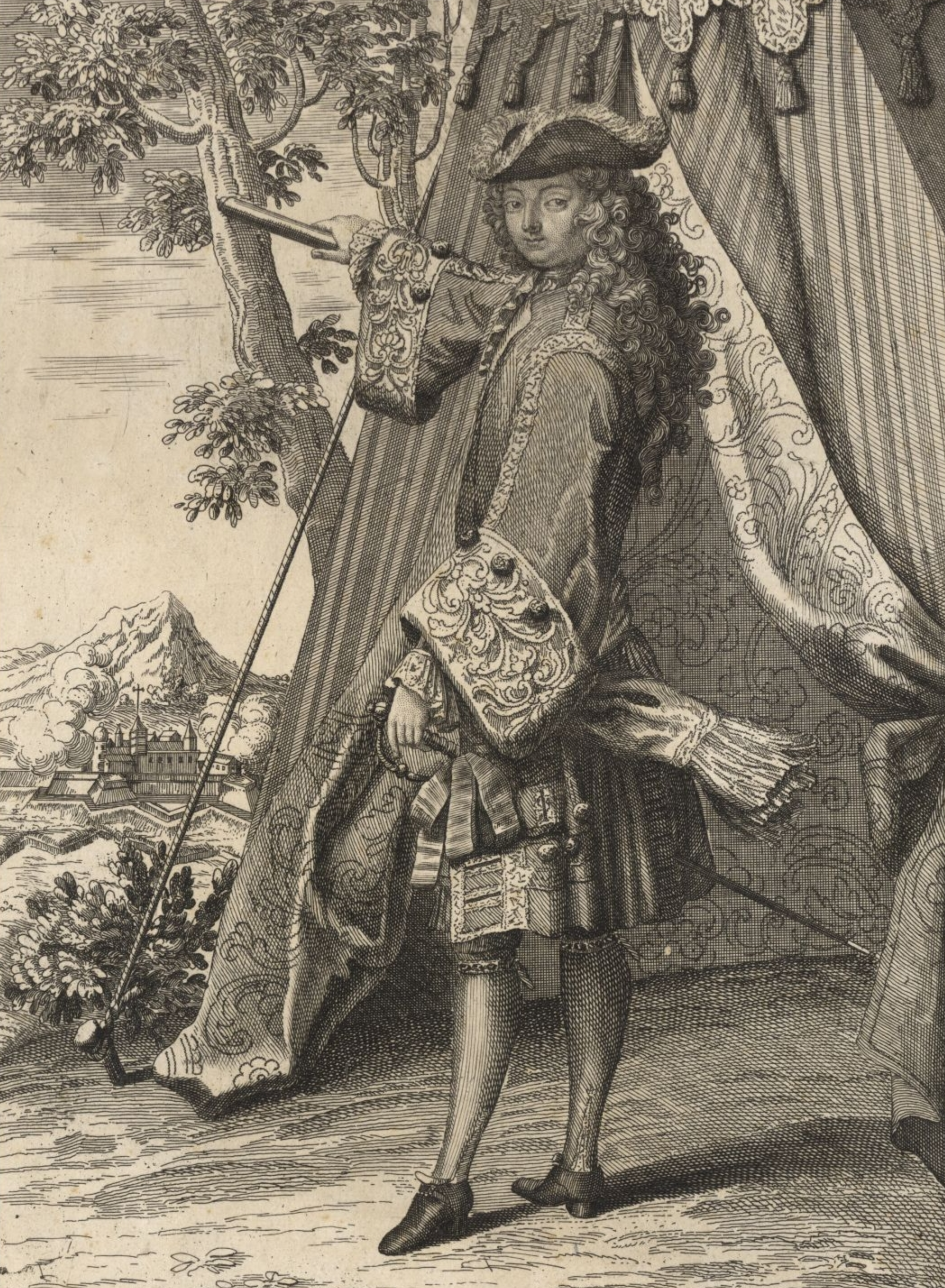
В Португалії, Катерина провела решту свого життя в якості наставника для свого племінника, принца Жуана.

Карл важко захворів у 1685 році. Коли він лежав, помираючи, він попросив прийти Катерину, але вона надіслала повідомлення, в якому просила пробачення, якщо вона колись в житті образила його. Він відповів: "О, бідна жінка! Вона просить пробачення? Прошу її всім серцем; передайте їй таку відповідь." 

## Спадщина
Катерині приписують введення традиції чаювання у Великій Британії, хоча Семюель Пепіс згадує чай вперше у своєму щоденнику 25 вересня 1660 року, ще до шлюбу Катерини з Карлом. Більш ймовірно, що вона популяризував напій, який був незвичним у Великій Британії на той час. Окрім чаю, її приїзд популяризував такі звичні на той час для португальців колоніальні товари, як цукор, лак, бавовна і фарфор.
Квінз, в Боро в Нью-Йорку, був нібито названий на честь Катерини Браганса, оскільки вона була королевою, коли округу Квінз було засновано в 1683 році. Однак, немає ніяких історичних свідоцтв, що Квінз назвали в її честь.
Кетрін-стріт, раніше Бріджеса-стріт у центрі Лондона, названа на честь її.
Шлюб Катерини був важливим моментом для подальшої історії Індії і Британської імперії, хоча королева особисто мала мало спільного з ними. Незабаром після того як Сім островів Бомбея як частина приданого потрапила Карлу II, він віддав їх до Ост-Індської компанії, яка перенесла туди своє представництво – в результаті в Бомбей/Мумбаї починає розвиватися, щоб стати одним з найбільших міст Індії.

## Галерея

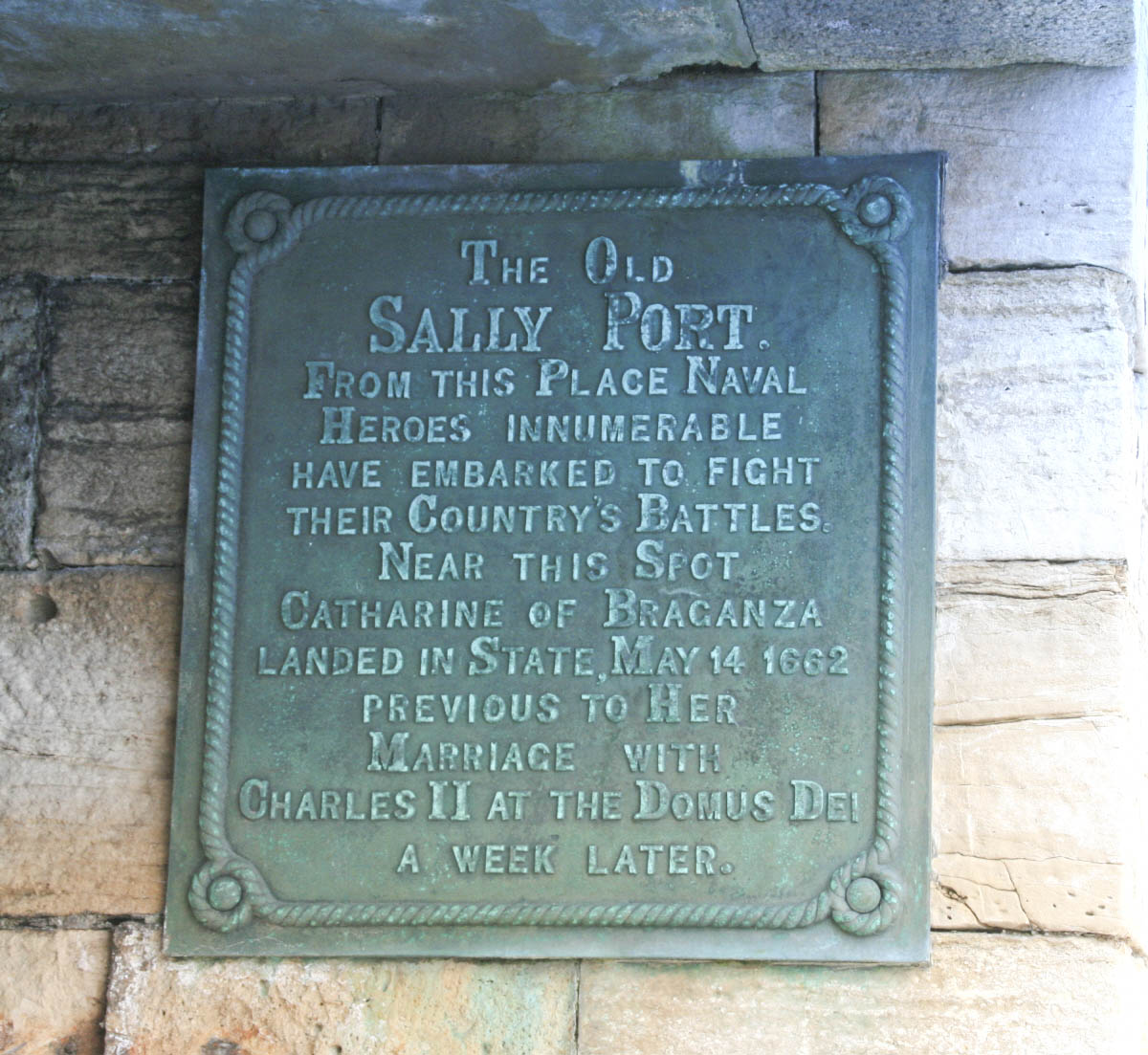
Меморіальна дошка в порту Салі в стінах Гарнізону в Портсмуті вшановує пам'ять першого кроку Катерини на англійській землі.
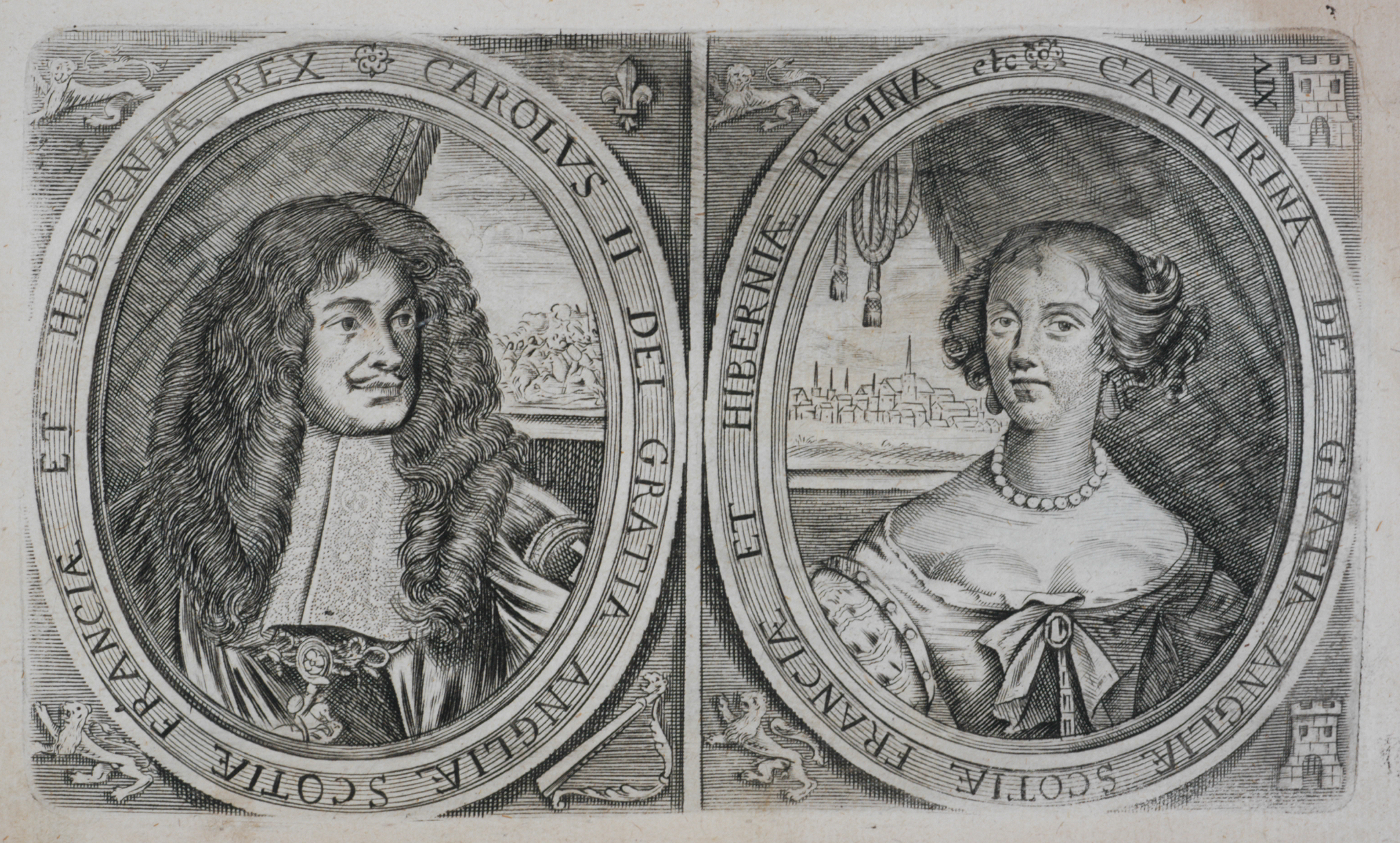
Rex Carolus II та Regina Catharina, Dei Gratia Angliæ Scotiæ Franciæ et Hiberniæ
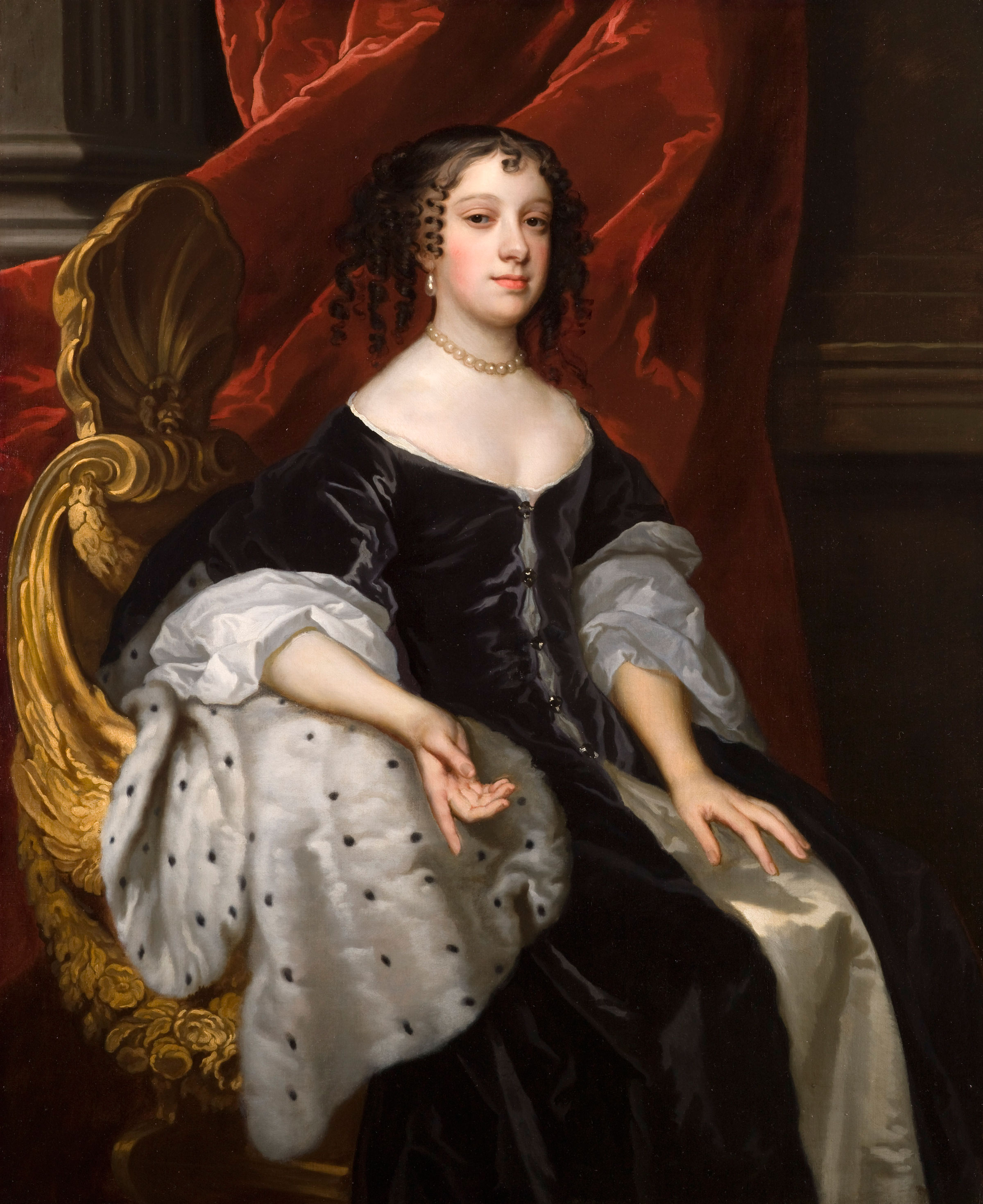
Катерина Браганса, близько 1665
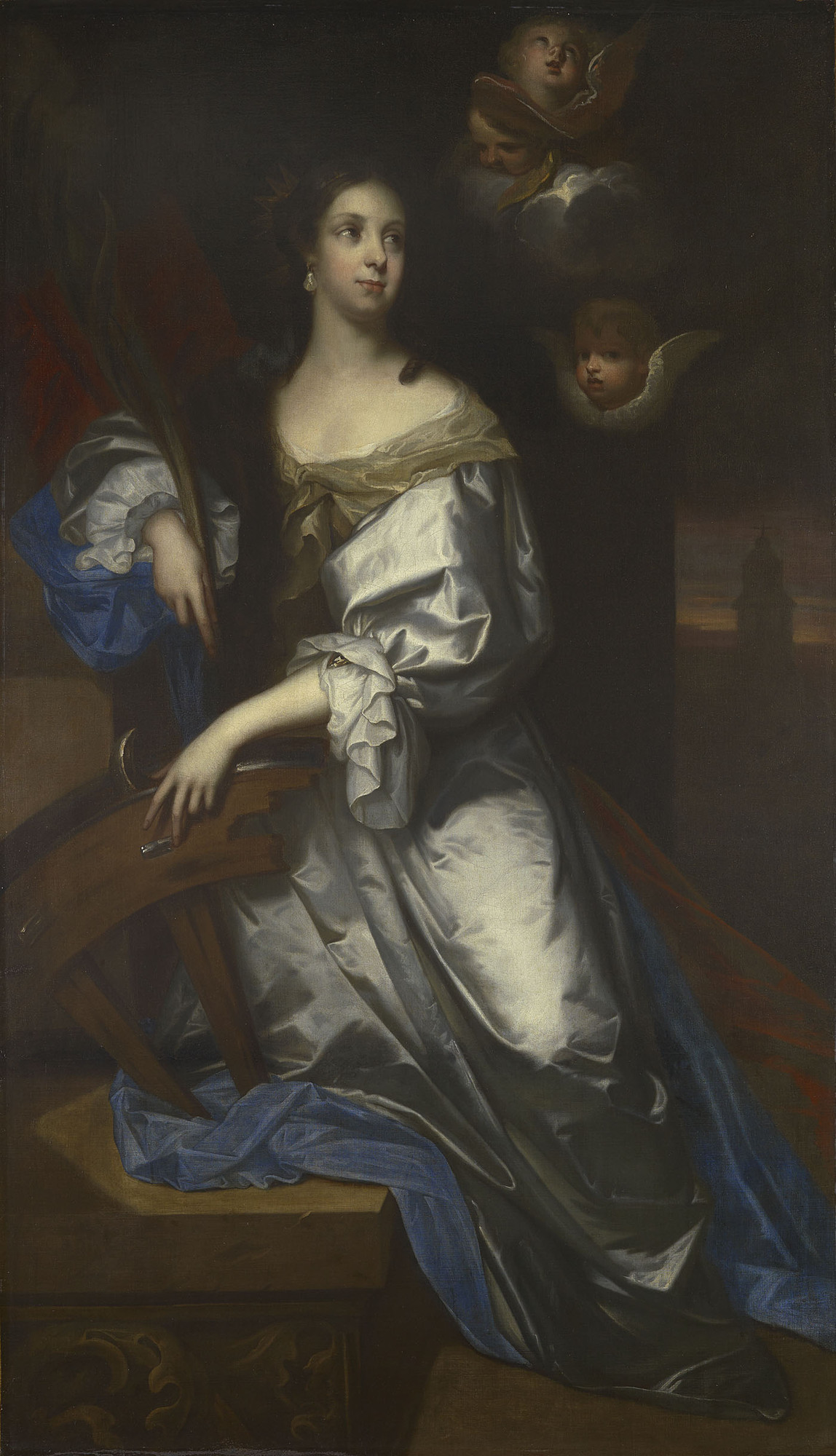
Королева Катерина як свята Катерина Олександрійська, Яків Хуйсманс